# Saadet
Saadet ist ein türkischer weiblicher Vorname arabischer Herkunft mit der Bedeutung „Glück, Glückseligkeit“.

## Verbreitung
Der Name zählt in Deutschland zu den relativ seltenen Vornamen, er kommt aber seit 2005 fast jedes Jahr in der Namensgebung vor. Von 2010 bis 2023 wurden etwa 70 Jungen so genannt. In Österreich wird der Name seit 1997 immer wieder vergeben, bis zum Ende des Jahres 2023 wurde er 12 Mal gewählt. Den Namen tragen in der Schweiz 102 Personen (Stand 2023). In den Niederlanden kommt der Name seit Mitte der 1970er in den Hitlisten vor, er wird fast jährlich vergeben. Der Name Saadet wird ebenfalls in Belgien und Frankreich bei der Namenswahl berücksichtigt.

## Namensträgerinnen
- Saadet Işıl Aksoy (* 1983), türkische Schauspielerin
- Saadet İkesus Altan (1916–2007), türkische Opernsängerin und Opernregisseurin
- Saadet Sönmez (* 1972), türkisch-deutsche Sozialarbeiterin und Politikerin
- Saadet Türköz (* 1961), kasachisch-türkische Sängerin und Komponistin
- Saadet Yüksel (* 1983), türkische Juristin und Richterin am Europäischen Gerichtshof für Menschenrechte

## Sonstiges
- Saadet Partisi, türkische „Partei der Glückseligkeit“ (islamistisch, Millî-Görüş-nah)